# Parafia Świętej Rodziny i św. Maksymiliana Kolbego w Katowicach
Parafia Świętej Rodziny i św. Maksymiliana Kolbego w Katowicach – katolicka parafia w dekanacie Katowice Panewniki. Liczy 6.000 wiernych.
Parafia została erygowana 17 października 1982 roku. Kościół poświęcił abp Damian Zimoń w 1993 roku. Budowę kościoła prowadził ks. Józef Nowaczyk.

## Grupy parafialne
Przy brynowskiej parafii działają następujące grupy duszpasterstwa parafialnego: Ministaranci, Legion Maryi, Bractwo Szkaplerzne, Oaza Domowego Kościoła (Oaza rodzin), Oaza dorosłych, Oaza młodzieży, Dzieci Maryi, Franciszkański Zakon Świeckich, Koło różańcowe, Zespół Charytatywny.